# Kebabnorsk
Kebabnorsk (kebabnorska) är en benämning på Norges motsvarighet till förortssvenska. Den delar vissa ord med den svenska sociolekten, bland annat "walla". Denna variation av norska har en stark koppling till icke-västerländsk invandring och dess sociolekt är även funnen bland invandrartäta förorter där det används av unga med flertalet inlånade ord (främst arabiska) som även finns i förortssvenskan.
Uttrycket kebabnorsk myntades år  1995 av Stine Cecile Aasheim i avhandlingen Kebab-norsk: fremmedspråklig påvirkning på ungdomsspråket i Oslo och år 2005 utgav förlaget Gyldendal ordboken Kebabnorsk med översättningar mellan kebabnorsk och  bokmål.